# Коверко Андрій Йосипович
Андрій Йосипович Коверко (28 серпня 1893, с. Острів, тепер Золочівський район, Львівська область — 19 липня 1967, м. Кишинів, Молдова) — український скульптор і різьбяр, член Спілки художників Української РСР.

## Короткий життєпис
Народився 28 серпня 1893 року у селі Острів, Кам'янко-Струмилівського повіту, Королівства Галичини та Володимирії (нині — Золочівський район, Львівська область) у багатодітній родині Йосипа Коверка. Крім Андрія в родині виховувалося ще троє дітей — Степан, Микола та Марія.
У 1914 році закінчив Коломийську художньо-промислову школу. Під час першої світової війни разом з братами Степаном та Миколою брав участь у визвольних змаганнях. Протягом 1923—1924 років тривало навчання в Мистецькій школі Олекси Новаківського.

## Творчість
Андрій Йосипович виконував портретні погруддя, фігурні групи, рельєфи у дереві, камені, мармурі, гіпсі, бронзі. Учасник міських виставок від 1922 року.
Портрети роботи Коверка 1920 — початку 1930-х років позначені впливом неокласицизму. Від середини 1920-х років створював фігурні композиції, спочатку класицистично спрощені («Торс жінки», 1926), пізніше — вишукані за технікою та лінійною ритмікою (плакетка «Акт жінки», 1928). Поєднував фігурні композиції з орнаментом у рельєфах переважно релігійного змісту, вирізьблених у червоному кедровому дереві, використовуючи ритмічний лад площин, гостро зламані поверхні, геометризовані мотиви романського, візантійського і народного українського мистецтва (скульптури в каплиці Львівської греко-католицької Духовної Семінарії, вівтар та іконостас для церкви Святого Духа по вулиці Коперника у Львові (1926—1927), де в оздобленні використав герб України — Тризуб, не зберігся до наших днів).
У 1927 році, для Успенської церкви у Львові створив портал каплиці Трьох Святителів, увінчаний фігурами граціозно нахилених ангелів; у 1931 році вирізьбив обрамлення Гробу Господнього (живопис Василя Дядинюка), стилізуючи мотиви барокових іконостасів, народного зображення птахів, квітів.
У 1928 році у Львові розробив обкладинки для журналів «Українське мистецтво», книг «Амок» і «Лист незнайомої» Стефана Цвейґа, оформив книгу «Лицар в чорнім оксамиті» Антона Лотоцького.
У напрестольному хрестах і рельєфі «Покладення до гробу», виконаному у 1936 році на замовлення настоятеля собору святого Юра у Львові), де підкреслив ритміку розташування фігур, окреслених дуговими й навскісних лініями. Крім акцентованої симетрії в композиції, геометризації у стилі арт-деко в рельєфах «Емаус» (1931), «Притча про таланти» (1934), помітні модерністська архаїзація та стилізація середньовічного мистецтва.
У 1938—1939 роках виготовив вівтарні рельєфи у церкві Вознесіння Господнього на Знесінні та вівтар у каплиці гімназії сестер василіянок, що на вулиці Кирила і Мефодія.
У 1930-ті роки різьбив престоли, інші предмети обрядового використання для монастиря святого Онуфрія у Львові, для церкви святих Петра і Павла у Сокалі, монастирської церкви Різдва Христового у Жовкві.
Автор динамічних композицій, авангардистських скульптур зі сміливо трактованими об'ємами. Кубізмом і футуризмом інспірований проект 1931 року (не реалізований) на конкурсі пам'ятника Іванові Франкові на Личаківському цвинтарі.
У 1925 році реставрував перший на західноукраїнських землях скульптурний пам'ятник Тарасові Шевченкові (1913 рік) в м. Винниках біля Львова, що був пошкоджений 1919 році, під час польсько-української війни, а також у 1929 році реставрував пам'ятник Шевченкові в Коломиї.
Зробив нове погруддя для пам'ятника Тарасові Шевченкові, що було встановлено на роздоріжжі біля Кутського мосту в Косові. 5 серпня 1928 року відбулося урочисте відкриття оновленого пам'ятника Великому Кобзареві на місці зруйнованого поляками старого пам'ятника від 1914 року. Час та історичні події зруйнували і цей пам'ятник, але у травні 1991 року його було відновлено втретє (автор третього погруддя — Святослав Добровольський, громадянин Австралії).
У 1931 році  — створив монументальну статую митрополита Андрея Шептицького, яку було встановлено в жовтні 1932 року у саду греко-католицької Богословської семінарії на вул. Коперника, 38 у Львові. У 1945 році пам'ятник був знищений (збережено гіпсову модель).
Разом із Євгеном Дзиндрою у 1939 році брав участь у виконанні монумента Сталінській (Радянській) Конституції (проєкт Сергія Литвиненка і Михайла Дмитренка).
У 1946 році, щоб уникнути репресій, які спіткали брата та його родину, митець переїхав до Кишинева, де навчалась його донька. Напрямок його творчості в період проживання в Молдові змінюється. Художник починає працювати в стилі соцреалізму, зокрема, оформлює внутрішнє та зовнішнє оздоблення театру драми імені О. Пушкіна, готелю «Молдова», Державного банку, кінотеатру «Патрія», Будинку уряду (всі в Кишиневі), залізничних вокзалів республіки, а також виконує замовлення Міністерства житлово-цивільного будівництва Молдавської РСР на скульптурні твори, присвячені перемогам соціалізму і портрети партійних діячів.

## Відомі роботи майстра
- різьблені у дереві портрети — Митрополита Андрея Шептицького (1931 рік); Дмитра Вітовського (1933 рік); Івана Франка та Олекси Новаківського (обидва 1943 рік); Іларіона Свєнціцького Івана Труша та інших видатних діячів Галичини;
- погруддя — Миколи Вороного (1920-ті роки), Петра Холодного-старшого (1931 рік), Адольфа Гітлера (1941 рік);
- рельєф і погруддя Івана Франка (1926, 1940 роки);
- пам'ятна таблиця «Вічній пам'яти Івана Франка в 10-ті роковини його смерти. Українці Бобрецької землі» (м. Бібрка, 1926 рік; відновлена у 1996 році);
- станкові фігури — «Голова ангела» (1931 рік), «Футболіст» (1933 рік), «Торс жінки» (1934 рік), «Бігунка» (1936 рік);
- Плакета «Йосиф Сліпий» (1933 рік);
- проповідальниця із зображенням чотирьох євангелістів та їх символами, на якій вирізьблено написи: «Виконали Андрій і Микола Коверки, тутешні уродженці, за пароха отця Васильківського і о. Павла Олійника в році 1936». Вона знаходиться у церкві святого Пророка Іллі у селі Острів на Львівщині;
- надгробки (Личаківський цвинтар у Львові) — Івана Липи (1937 рік); К. Рожанської (1941 рік), Ярослава Гординського (1943 рік);
- колони, мармуровий фонтан і майолікову піч із бронзовими алегоричними рельєфами для кав’ярні львівської Ратуші (1941 рік).

Брав участь у виставках АНУМ (1933-1934) та Гуртка Діячів Українського Мистецтва. 
У 1952 його твори, що зберігалися у фондах Національного музею у Львові, були знищені.
Від 1963 року член Спілки художників Української РСР. Отримує від Спілки художників персональну пенсію. Помер Андрій Йосипович Коверко 19 липня 1967 року та похований у Кишиневі.
25 липня 2015 року було встановлено, а 29 липня 2015 року на площі перед Архикатедральним собором Святого Юра було освячено та урочисто відкрито пам'ятник Митрополиту Андрею Шептицькому, виконаного за проєктом Андрія Коверка.

## Вшанування
1993 року у Шевченківському районі міста Львова на пошану Андрія Коверка названа вулиця (бічна вул. Варшавської).